# Museu Arqueològic de Paleòpoli d'Andros
El Museu Arqueològic de Paleòpoli d'Andros és un dels museu grec situat a Paleòpoli, antiga capital de l'illa d'Andros, pertanyent a l'arxipèlag de les Cíclades. Es troba en un edifici construït en 1981 i fou inaugurat el 2003.
Conté una sèrie de peces arqueològiques procedents de l'antiga capital d'Andros, Paleòpolis, sobretot del període clàssic, hel·lenístic i romà, així com d'altres jaciments de l'àrea que inclouen també peces prehistòriques.
N'hi ha escultures, relleus, inscripcions, eines, peces de ceràmica, monedes i joies. Entre els objectes més destacats hi ha un lleó funerari de marbre de grandària natural, datat de cap al 320 aC; una inscripció del s. I aC en una placa de marbre d'un himne a Isis del qual es conserven 178 versos; una estatueta de marbre del període hel·lenístic (de cap al s. III aC) d'Àrtemis, i un grup escultòric de marbre que representa Pegàs i Bel·lerofont, que s'ha datat d'entre els s. VI i V aC.

## Galeria d'imatges

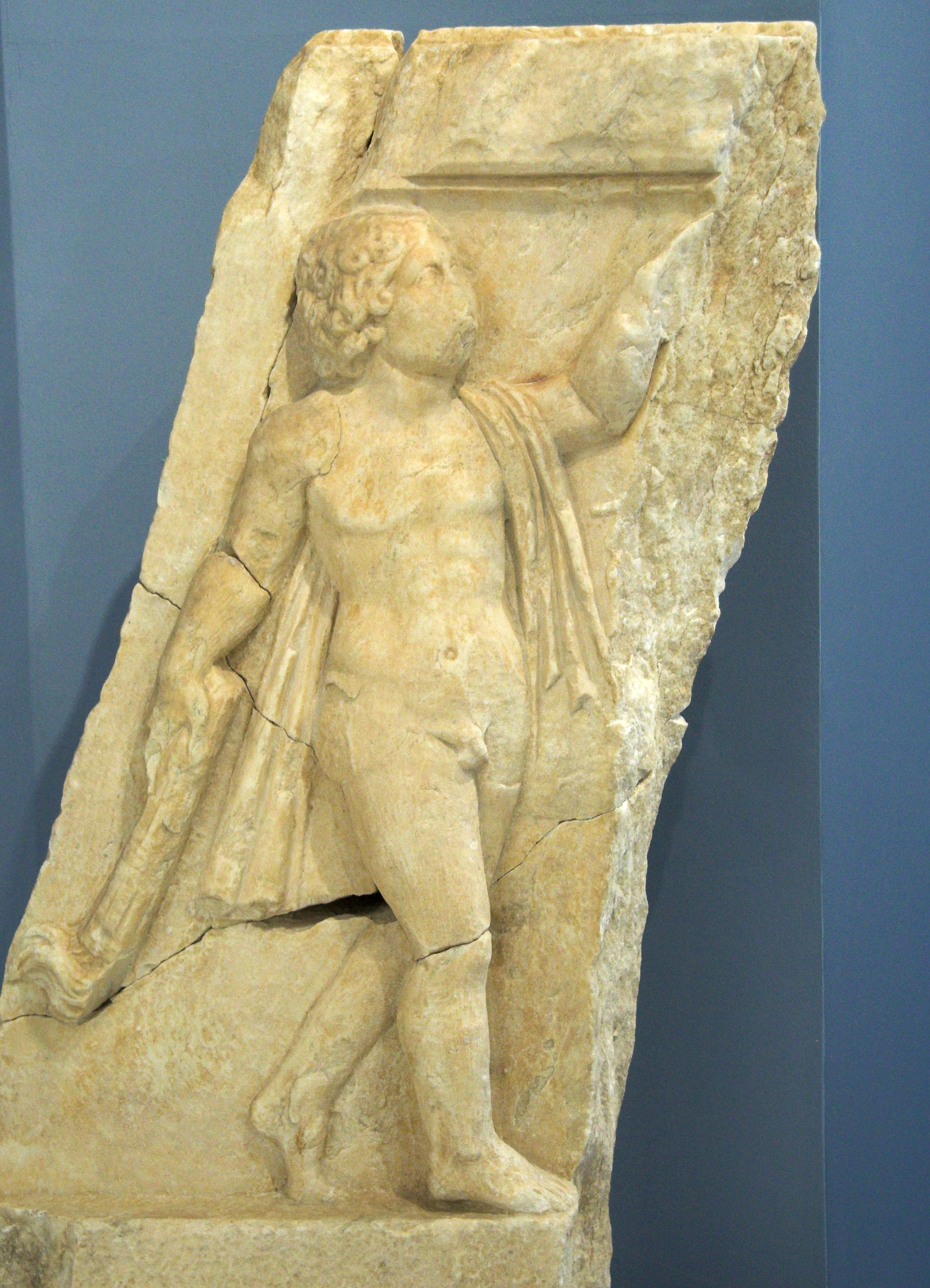
Fragment d'un sarcòfag àtic amb relleu d'Eros (?). Marbre, període romà, 150-175 d.C.
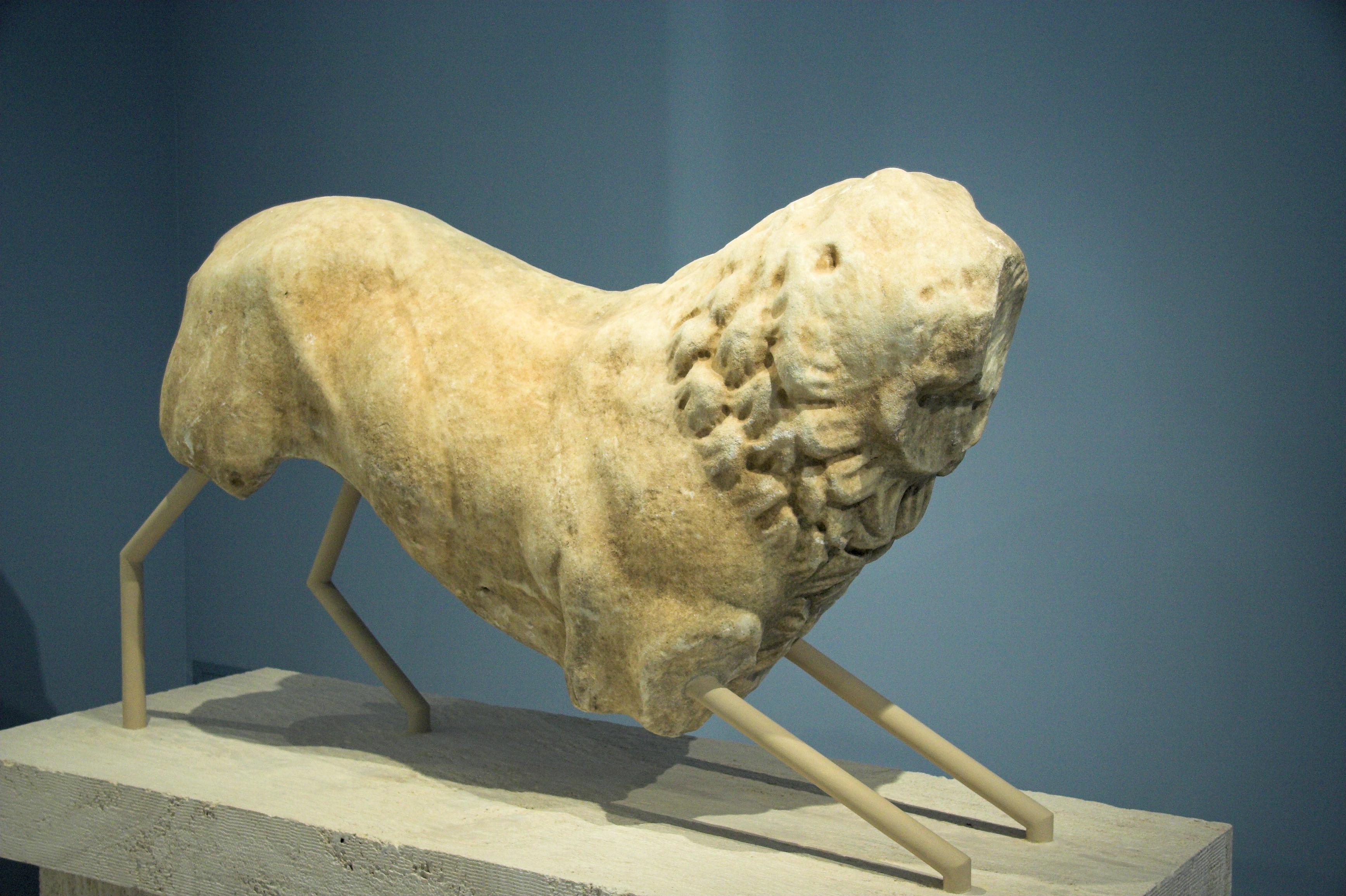
Tors de lleó funerari (segle IV a. C.)
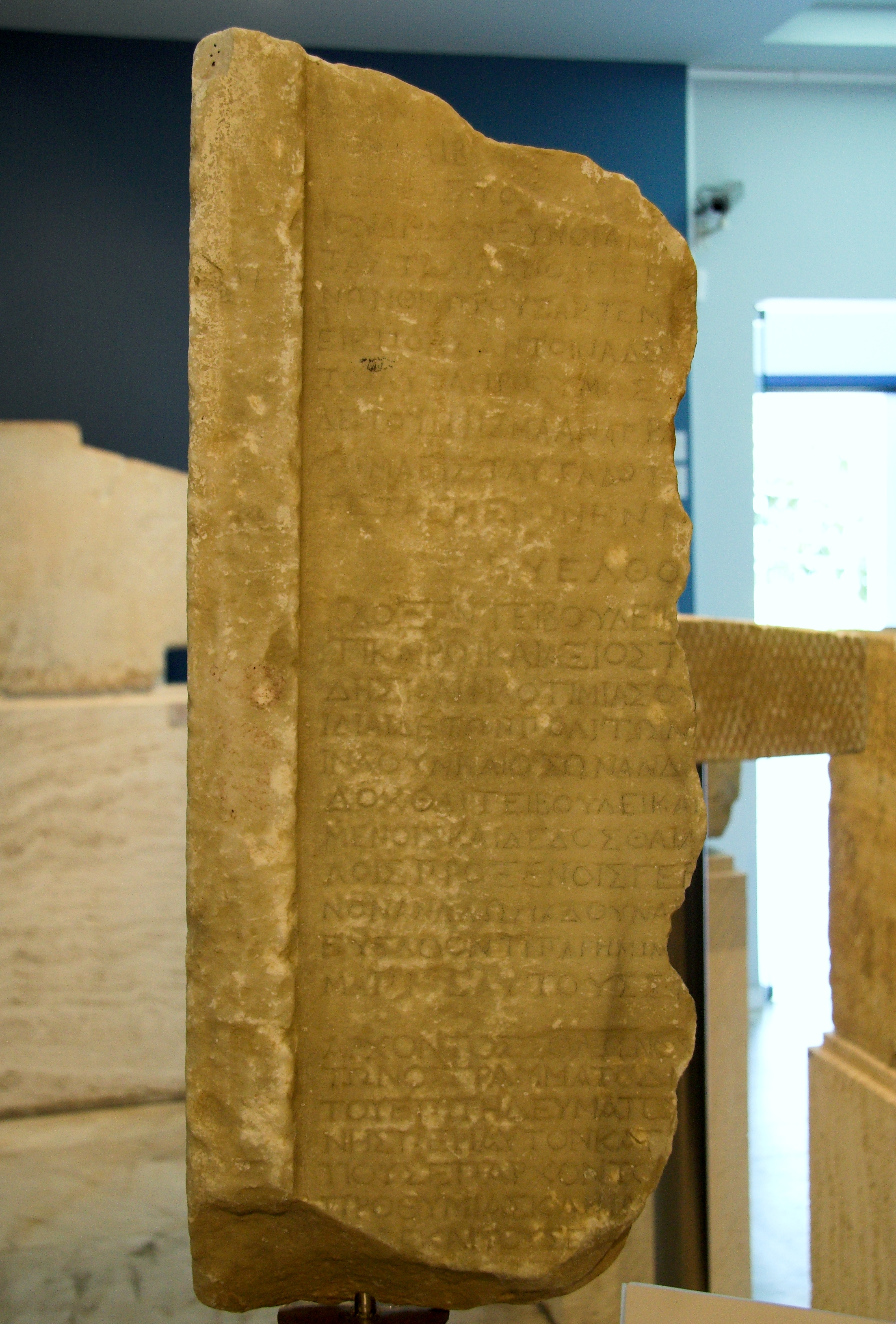
Estela del marbre del període hel·lenístic amb inscripcions de decrets.
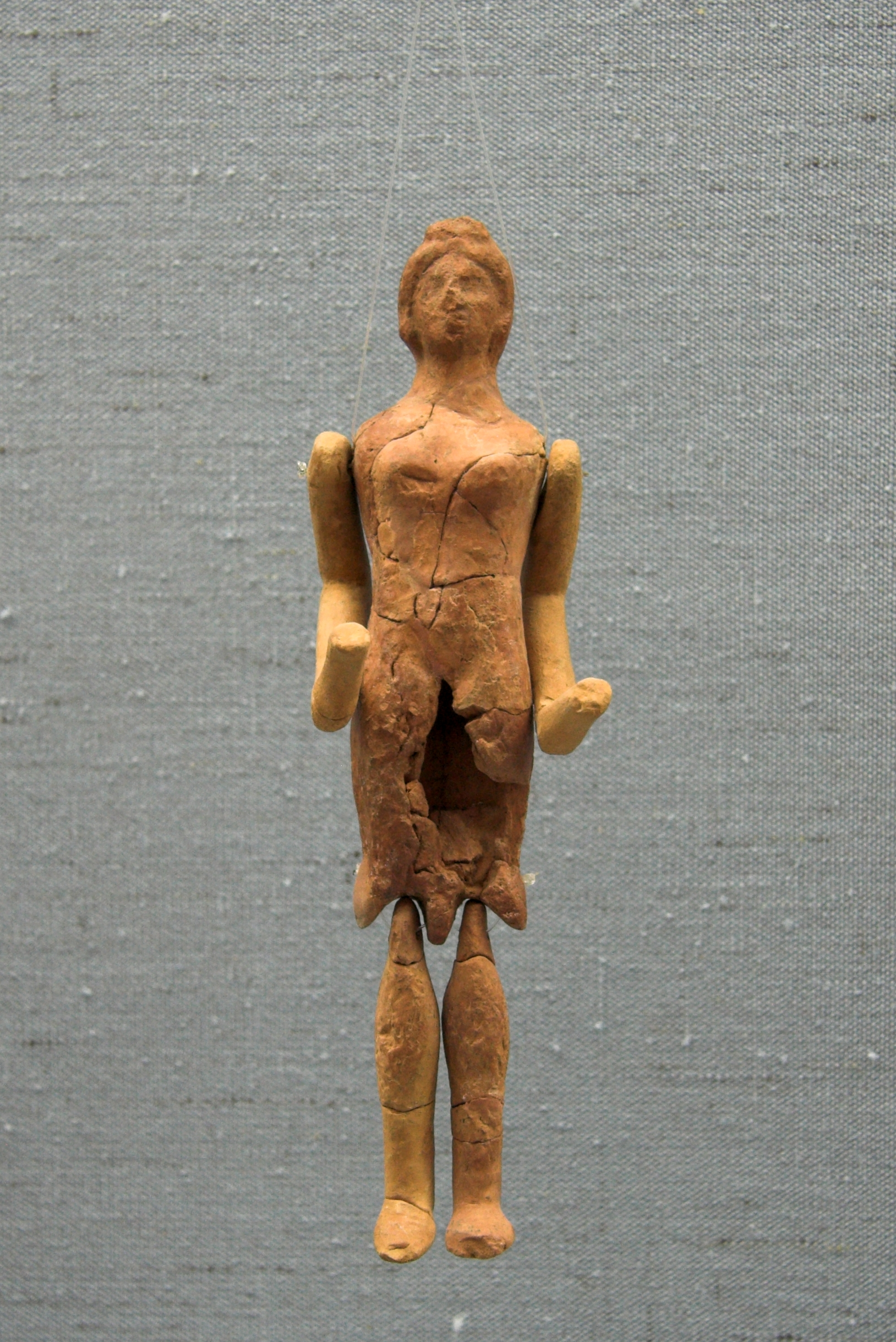
Figureta de terracota (segle V a. C.)
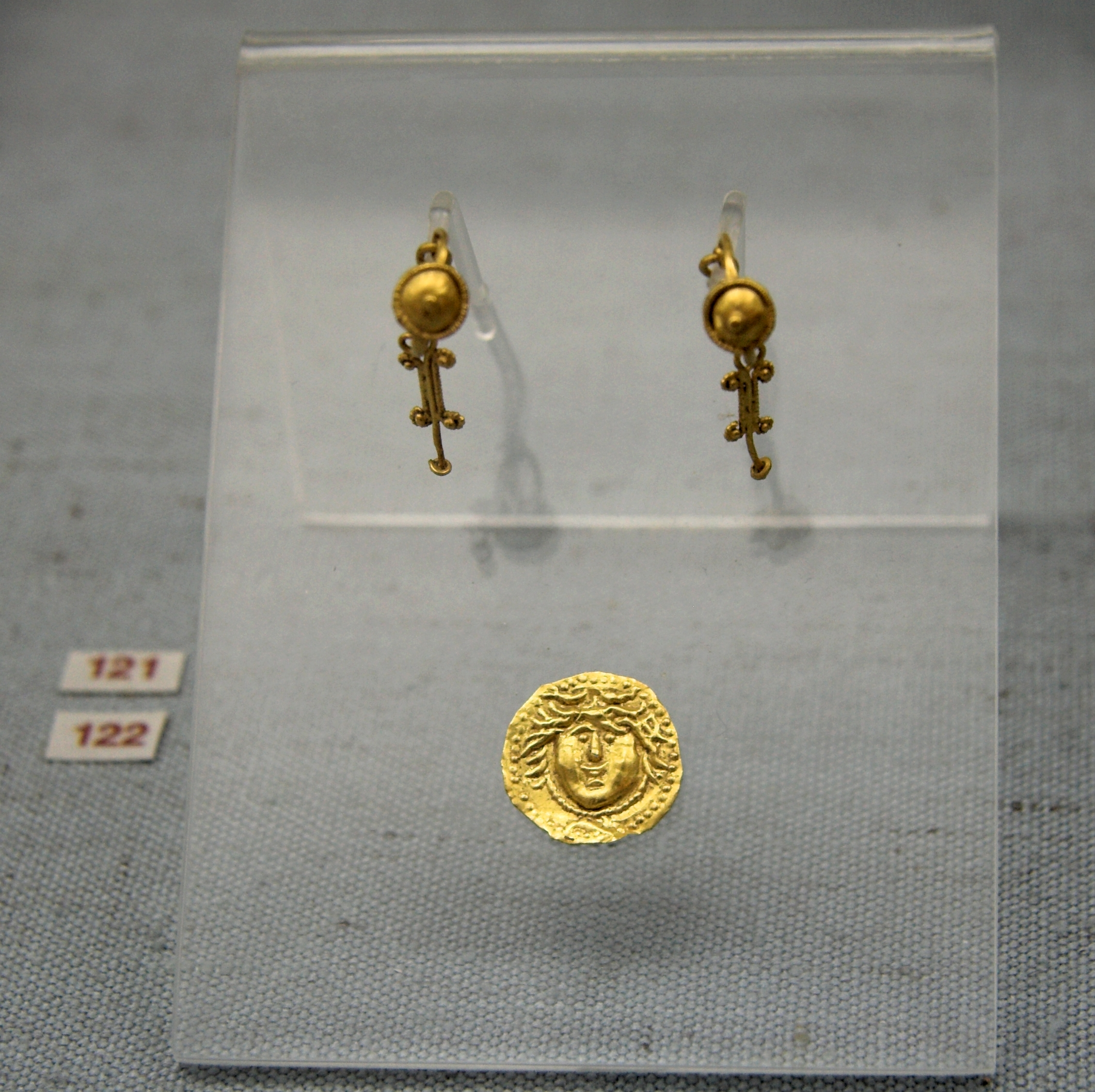
Joies d'or d'època romana.